# Дельта-2
«Дельта-2» (англ. Delta II) — второе поколение американской ракеты-носителя семейства «Дельта». Разработана и сконструирована авиастроительной компанией «МакДоннел Дуглас», находилась в эксплуатации с 1989 по 2018 годы. Имеет три модификации: серия Delta 6000 и два варианта серии Delta 7000 (лёгкая и тяжёлая).
Использовалась для запусков спутников глобальной системы позиционирования NAVSTAR GPS, научных спутников и межпланетных зондов НАСА. Осуществляла коммерческие запуски телекоммуникационных спутников США и других стран. Пуски осуществлялись с двух космодромов в США: мыса Канаверал и базы Вандерберг.
Более чем за 20 лет эксплуатации было совершено свыше ста пятидесяти запусков, из которых лишь два были признаны неудачными. В 1990-х и 2000-х годах «Дельта-2» являлась одной из наиболее часто используемых ракет-носителей в мире.
В классе средних ракет-носителей аналогами «Дельты-2» являются французская «Ариан-4», эксплуатация которой прекращена в 2003 году, а также действующие индийская «GSLV» и российская «Союз-У».

## История
Впервые запущенная в 1960 году, ракета-носитель «Дельта» использовалась НАСА до начала 1980-х годов как основная РН для вывода в космос коммуникационных, метеорологических, научных и исследовательских спутников. Однако введение в эксплуатацию многоразовых транспортных космических кораблей «Спейс Шаттл» в 1981 году изменило космическую политику США. Производство ракет «Дельта» было заморожено, поскольку для запуска искусственных спутников НАСА планировало использовать шаттлы.
Ситуация изменилась в январе 1986 года. Заявление президента США Рональда Рейгана о том, что шаттлы более не будут нести коммерческую нагрузку, открыло путь для возвращения «Дельты» на рынок ракет-носителей.
В январе 1987 года компания «МакДоннел Дуглас» получила заказ от ВВС США на производство 18 ракет «Дельта-2», необходимых для запуска спутников Navstar GPS, которые ранее планировалось запускать с помощью шаттлов. Впоследствии заказ был увеличен до 28 носителей.
Первый запуск «Дельты-2» состоялся 14 февраля 1989 года. Ракета-носитель Delta 6925 успешно вывела на орбиту спутник Navstar GPS. Всего через полтора года, 26 ноября 1990 года, была запущена ракета серии Delta 7000. После этого ракеты серии Delta 6000 запускались редко, последняя была запущена в июле 1992 года.
В 1990 году «МакДоннел Дуглас» предложила ракету-носитель «Дельта-2» компании Motorola Satellite Communications Group для вывода на орбиту телекоммуникационных спутников «Иридиум». В 1994 году был подписан контракт на сумму 400 миллионов долларов. По контракту «МакДоннел Дуглас» обязывалась осуществить восемь запусков до конца 1998 года. В 1995 году компании подписали соглашение на запуск дополнительных пяти ракет-носителей. Всего было осуществлено 12 запусков, спутники «Иридиум» на низкую околоземную орбиту выводила двухступенчатая модификация ракеты «Дельта-2» 7920-10C.
С 1 августа 1997 года «МакДоннел Дуглас» вошла в состав компании Boeing. Стоимость сделки составила 16,3 млрд долларов. После слияния, производство и эксплуатация «Дельты-2» были продолжены.
В декабре 2006 года компании Boeing и Lockheed Martin, производители ракет «Дельта» и «Атлас», сформировали совместное предприятие United Launch Alliance (ULA) для обслуживания государственных заказчиков США. Коммерческие запуски ракеты «Дельта-2» осуществляла компания Boeing.

## Конструкция

Схема конструкции РН «Дельты-2» (модификация Delta 7320-10C)

«Дельта-2» — ракета-носитель средней мощности, с двумя или тремя ступенями. Создана на базе предыдущей версии ракеты семейства «Дельта» Delta-4925. От других носителей этого семейства «Дельту-2» отличает, в первую очередь, маршевый двигатель.
Типы двигателей и других компонентов ракеты могут отличаться, в зависимости от конкретной модификации. В основании ракеты, в нижней части первой ступени размещается жидкостный маршевый двигатель. Выше, в порядке возрастания, расположены топливные баки: бак для окислителя, в качестве которого выступает жидкий кислород, и бак для керосина RP-1. Далее следует промежуточный отсек между ступенями (англ. interstage). У основания первой ступени устанавливаются твердотопливные ускорители. Выше первой ступени находится двигатель и баки второй ступени, над которыми располагается авионика ракеты. Венчает конструкцию полезный груз, обрамлённый головным обтекателем.

### Первая ступень
В первой ступени серии 6000 использовался один ЖРД открытого цикла Rocketdyne RS-27, включающий в себя главный двигатель RS2701A/B и два вспомогательных двигателя LR101-NA. Масса двигателя составляет 1027 кг, диаметр — 1,07 м, длина — 3,63 м. Тяга порядка 971 кН на уровне моря, 1023 кН в вакууме. Камера сгорания работает при температуре 3315 °C и давлении 48 атм. Сконструирована из аустенитной нержавеющей стали марки 347 (по стандарту ASTM), использует регенеративное охлаждение. Время горения составляет 274 с. Вспомогательные двигатели предназначены для управления ориентацией ракеты в полёте во время отключения первой ступени и передачи управления двигателю второй ступени.
В серии 7000 используется модифицированный двигатель Rocketdyne RS-27A, включающий в себя главный двигатель RS2701B и два вспомогательных двигателя LR101-NA. В отличие от своего предшественника, RS-27A имеет большую длину (3,78 м) и массу (1097 кг). Кроме того, он развивает большую тягу в вакууме за счёт увеличения степени расширения сопла, с 8:1 до 12:1.
Длина первой ступени - 26,1 м.

#### Топливо
В качестве топлива двигатель первой ступени использует смесь керосина RP-1, и жидкого кислорода как окислителя. Указанные компоненты заправляются в соответствующие алюминиевые баки с изогридной (более употребимый русский термин — «вафельной») алюминиевой оболочкой. Окислитель и керосин смешиваются в пропорции 2,245:1. За 1 секунду двигатель первой ступени расходует приблизительно 111 кг керосина и 250 кг окислителя.

#### Ускорители
Во всех модификациях ракеты-носителя «Дельта-2» используются твердотопливные ускорители, предназначенные для увеличения тяги. Чаще всего их устанавливается девять, хотя есть варианты с тремя или четырьмя.
В серии 6000 в качестве ускорителей использовались твердотопливные ракетные двигатели Castor IV-A, сконструированные компанией Thiokol. Каждый ускоритель, в заправленном состоянии имеющий массу 11578 кг, давал тягу порядка 355,7 кН на уровне моря и 407,2 кН в вакууме. Для Castor IV-A использовалось смесевое топливо TP-H8299 на основе перхлората аммония и синтетического каучука.
В серии 7000 стали использовать твердотопливные ракетные двигатели с управлением вектором тяги Alliant GEM-40 (англ. Graphite-Epoxy Motor — графито-эпоксидный двигатель). Эти ускорители, диаметром около 1 м и высотой 13 м, способны развивать тягу 446,0 кН на уровне моря и 499,2 кН в вакууме. В качестве органического связующего в топливе используется полибутадиен с концевыми гидроксильными группами (HTPB, англ. hydroxyl-terminated polybutadiene), отвердителем для него служат диизоцианаты. Время работы GEM-40 составляет приблизительно 63 секунды В тяжёлой модификации ракеты используются более мощные ускорители GEM-46.

#### Промежуточный отсек
Между первой и второй ступенью находится промежуточный отсек длиной 4,72 м, сконструированный из тех же материалов, что и топливные баки. Промежуточный отсек содержит выходное сопло для двигателя второй ступени и шесть приводов, предназначенных для переключения двигателей ступеней.

### Вторая ступень

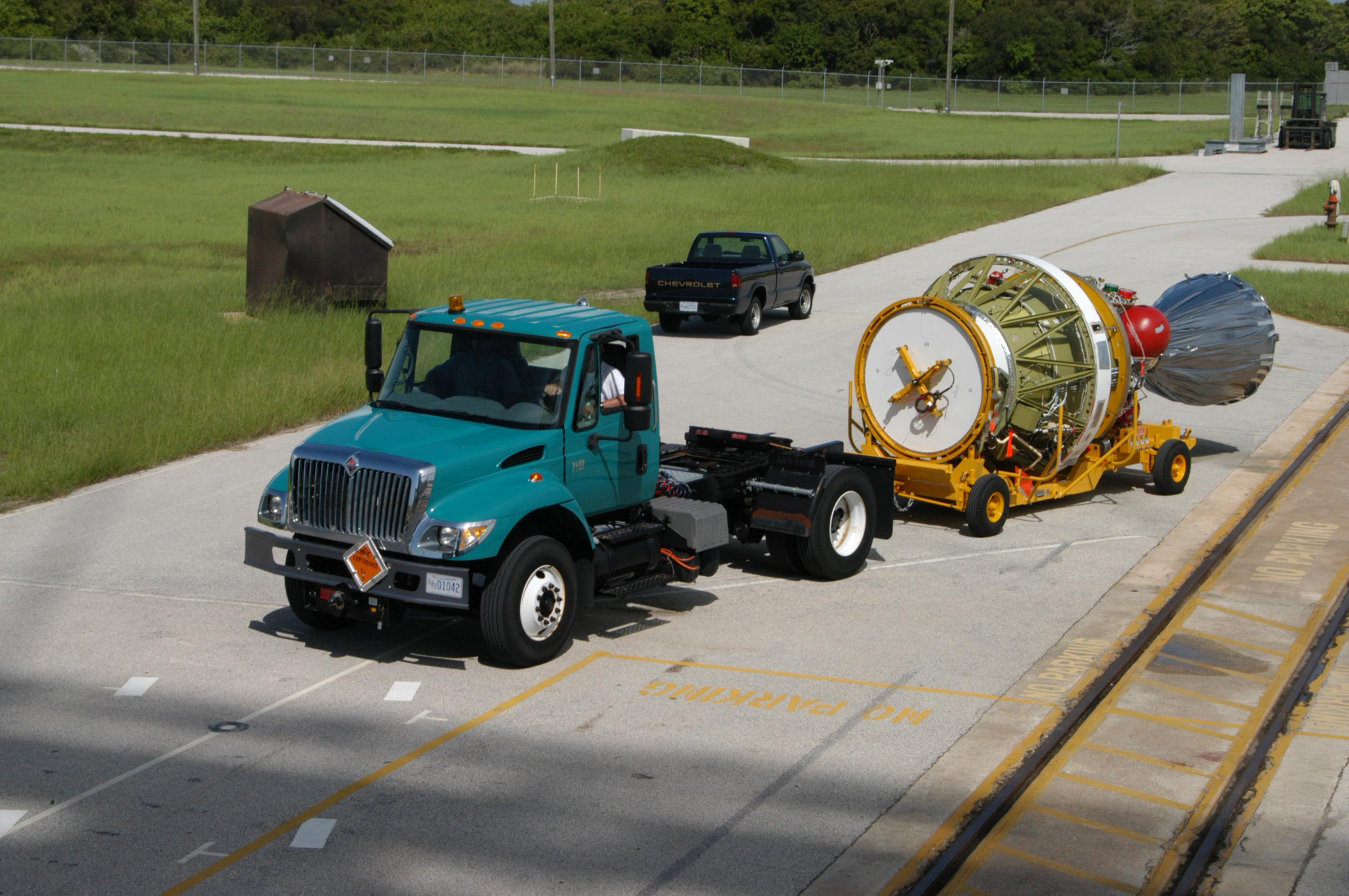
Вторая ступень «Дельты-2» готовится к сборке на мысе Канаверал. 13.07.2006 г.

Все модификации ракеты-носителя «Дельта-2» используют на второй ступени жидкостный ракетный двигатель Aerojet AJ10-118K. Кроме двигателя, ступень включает в себя баки для топлива и окислителя, разделённые общей переборкой. Во время типичных миссий двигатель осуществляет два включения, однако, при необходимости, AJ10-118K может перезапускаться до шести раз. В связи с этим в качестве топлива для него используется самовоспламеняющийся Аэрозин 50, окисляемый азотным тетраоксидом. Ступень диаметром 1,70 м и длиной 5,89 м весит на старте приблизительно 6 тонн. Для управления ориентацией после отделения первой ступени используется система RACS (англ. Redundant Attitude Control System). Тяга AJ10-118K составляет 43,37 кН, время работы — 432 с. В двухступенчатых вариантах ракеты двигатель напрямую подключается к полезной нагрузке, и отвечает за её выведение на расчётную орбиту.

### Третья ступень
Требования каждого космического аппарата определяют тип двигателя третьей ступени. Независимо от типа, двигатели этой ступени конструируются так, чтобы обеспечивать стабильный вращательный баланс, необходимый для стабильной ориентации в космосе. Для выведения спутников на низкую околоземную орбиту третья ступень обычно не используется.
Твердотопливный Thiokol Star-48B в основном предназначается для вывода полезной нагрузки на геопереходную орбиту. В качестве топлива двигатель использует смесевое топливо TP-H-3340, содержащее перхлорат аммония, порошковый алюминий и полибутадиен с концевыми гидроксильными группами, обеспечивающий тягу 66,4 кН в течение 87 секунд. Диаметр Star-48B составляет 1,24 м, длина — 2,04 м, масса на старте — 2010 кг.
Thiokol Star-37FM SRM значительно меньше и легче Star-48B, в связи с чем он используется для вывода объектов на высокие орбиты, в основном, для межпланетных станций. Его диаметр равен 0,93 м, длина — 1,69 м, а масса на старте составляет 1066 кг. Топливо используется такое же, как и у двигателя Star-48B. 

### Обтекатель
В ракетах-носителях «Дельта-2» используется несколько головных обтекателей, отличающихся размерами и материалом. Стандартный металлический обтекатель имеет диаметр около 2,9 м (9,5 футов). В ранних модификациях ракеты использовался 2,44-метровый обтекатель, являвшийся стандартом для ракет «Дельта-1».
Для выведения аппаратов большего объёма используется 3-метровый обтекатель, который в отдельных случаях удлиняется на 91 см. С 1997 года данные обтекатели конструируются из композитных материалов.

### Система обозначений
Техническое обозначение «Дельты-2» содержит 4 цифры, которые обозначают комплектацию конкретной ракеты-носителя. Кроме указанных цифр, некоторые модификации имеют дополнительные буквенно-цифровые обозначения.
Первая цифра может иметь значение 6 или 7, и означает серию ракеты-носителя — 6000 или 7000. Серия означает тип ракетного двигателя первой ступени и ускорители. В Delta 6000, эксплуатируемой до 1992 года, использовался двигатель RS-27 компании Pratt & Whitney Rocketdyne и ускорители Castor IVA. В серии 7000 используется двигатель Rocketdyne RS-27A и ускорителями Alliant GEM.
Во второй цифре указывается количество ускорителей. Чаще всего их устанавливается 9, из которых 6 запускаются на старте, а 3 — через одну минуту после старта. В модификациях, имеющих 3 или 4 ускорителя, все запускаются на старте носителя.
Третья цифра означает тип двигателя второй ступени. Во всех модификациях «Дельты-2» использовался двигатель Aerojet AJ10-118K, обозначающийся цифрой 2.
Для обозначения двигателя третьей ступени используется четвёртая цифра. В трёхступенчатых вариантах «Дельты-2» использовался модуль PAM (англ. Payload Assist Module — Вспомогательный Модуль Полезной нагрузки)с двигателем Thiokol Star-48B, обозначавшийся цифрой 5. С 1998 года в некоторых модификациях использовалась третья ступень с двигателем Thiokol Star-37FM (цифра 6). Двухступенчатые модификации обозначаются нулём.
При обозначении тяжёлой модификации «Дельты-2» после цифр указывается буква «H» (англ. Heavy — тяжёлый).
Для модификаций, имеющих нестандартный для «Дельты-2» головной обтекатель, используются следующие дополнительные обозначения:
- -8: 8-футовый (2,44 м) цилиндрический обтекатель, использовался в качестве стандартного на ракетах «Дельта-1» (серии 1000—3000). В настоящее время не производится.
- -10: 10-футовый (3,05 м) металлический обтекатель. В настоящее время не производится.
- -10С: 10-футовый обтекатель из композитных материалов. Был разработан в качестве замены металлического обтекателя, используется с 1997 года.
- -10L: 10-футовый удлинённый композитный обтекатель. Используется для вывода на орбиту полезных нагрузок увеличенного объёма[19].

## Стартовые площадки

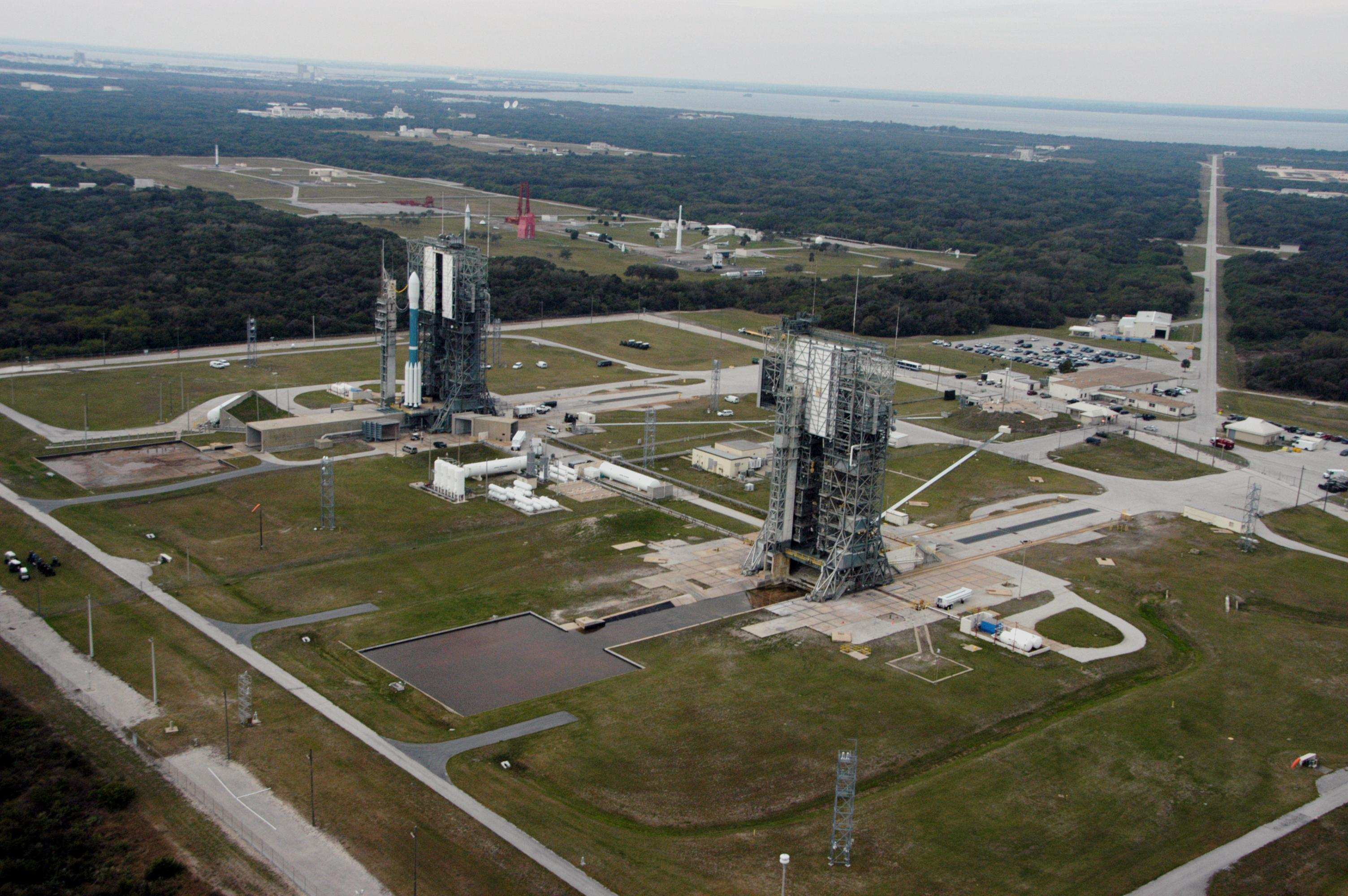
Стартовый комплекс 17 на мысе Канаверал. На SLC-17B размещена РН «Дельта-2».

В зависимости от конкретной миссии и требований безопасности, ракеты «Дельта-2» серий 7300, 7400 и 7900 могут запускаться с восточного или западного космодромов США.
В Космическом центре Кеннеди, расположенном на мысе Канаверал во Флориде, для запуска «Дельты-2» используется стартовый комплекс 17 (SLC-17), с двумя пусковыми площадками — 17A и 17B. Этот комплекс обеспечивает запуск ракет с азимутом в диапазоне от 65° до 100°. Обычно используется азимут 95°. Для запуска тяжёлой модификации ракеты серии 7900H может использоваться только стартовая площадка 17B. В 1997 году её переоборудовали для поддержки запусков ракеты-носителя «Дельта-3». Стартовый комплекс SLC-17 в случае необходимости может обеспечить до 12 пусков ракеты-носителя «Дельта-2» в год.
В 1992 году для размещения «Дельты-2» была отремонтирована стартовая площадка 2W (SLC-2) на авиавоздушной базе Ванденберг в Калифорнии. Первый запуск ракеты с этой площадки состоялся 4 ноября 1995 года. Для запусков используется азимут в диапазоне от 190° до 225°, чаще всего используется значение 196°. В числе прочих, со стартовой площадки 2W были осуществлены все 12 запусков телекоммуникационных спутников «Иридиум». Для пусков ракет серии 6000 база Ванденберг не использовалась.

## Сборка

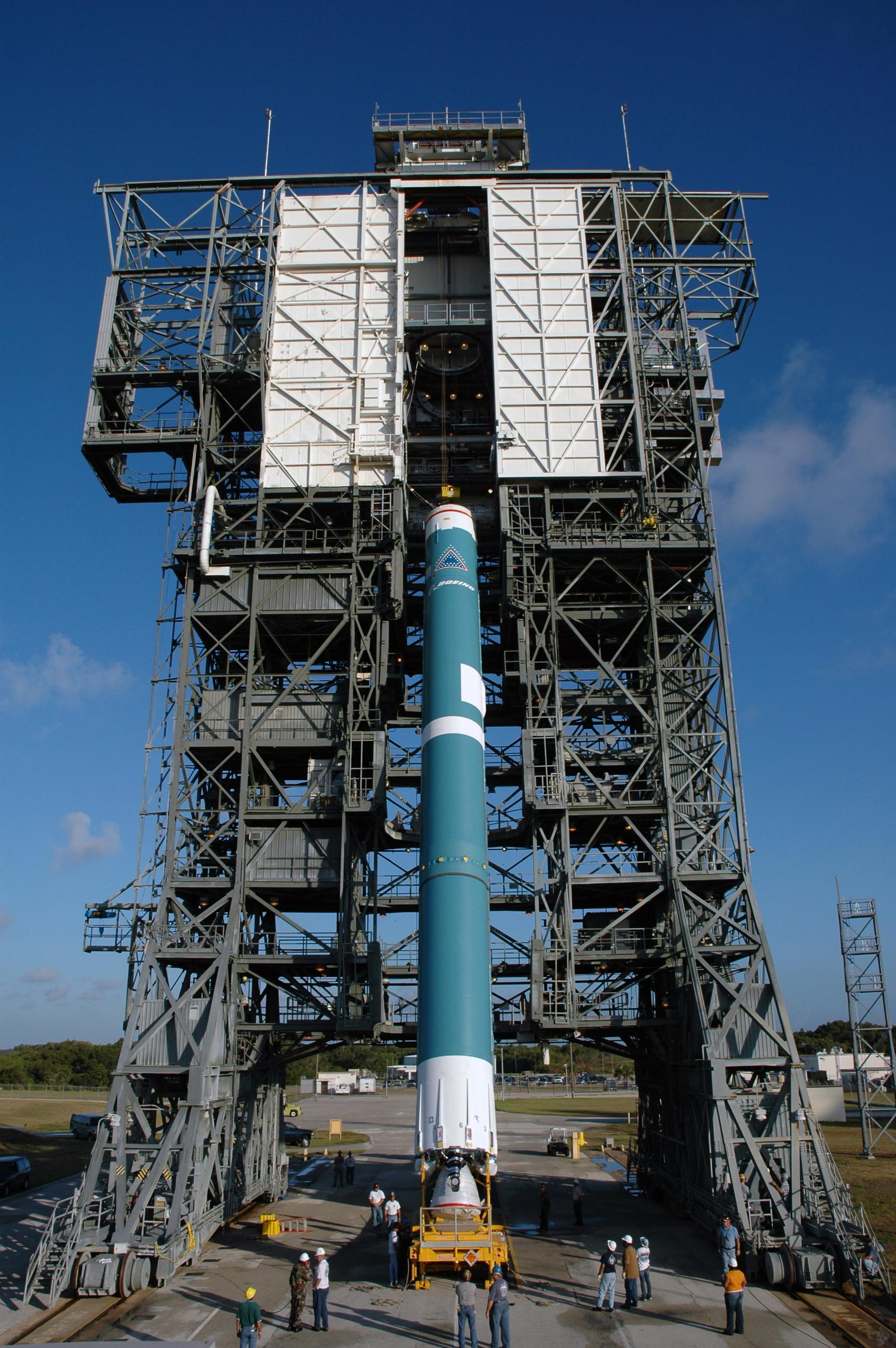
Установка первой ступени РН «Дельта-2» в вертикальное положение на стартовой площадке SLC-17B. 02.06.2006 г.

Сборка ракеты-носителя «Дельта-2» выполняется поэтапно. Первая и вторая ступени доставляются в сборочный цех в Декейтере (Алабама), тестируются двигатели, проверяются топливные баки на предмет возможной утечки, проводятся проверки других компонентов. После этого обе ступени транспортируются на космодром.
Тестированием и подготовкой коммерческих спутников, как правило, занимается компания Astrotech. В зависимости от места пуска, это производится в Титусвилле (Флорида), в пяти километрах от Космического центра им. Кеннеди, либо на базе Вандерберг. Остальных заказчиков обслуживает NASA и Министерство обороны США. В ходе тестирования объекта проверяются электроника, приборы, средства связи, соответствие размерам и другие составляющие. После этого двигатель верхней ступени (если таковой предусмотрен планом миссии) и полезный груз состыковываются, упаковываются и отправляются на космодром.
Сборка ракеты на стартовом столе начинается с установки первой ступени. Следом за этим к ней крепятся ускорители. На первую ступень подымается и устанавливается двигатель второй ступени AJ10-118K. Заканчивает процесс установка полезной нагрузки и головного обтекателя.

## Эксплуатация

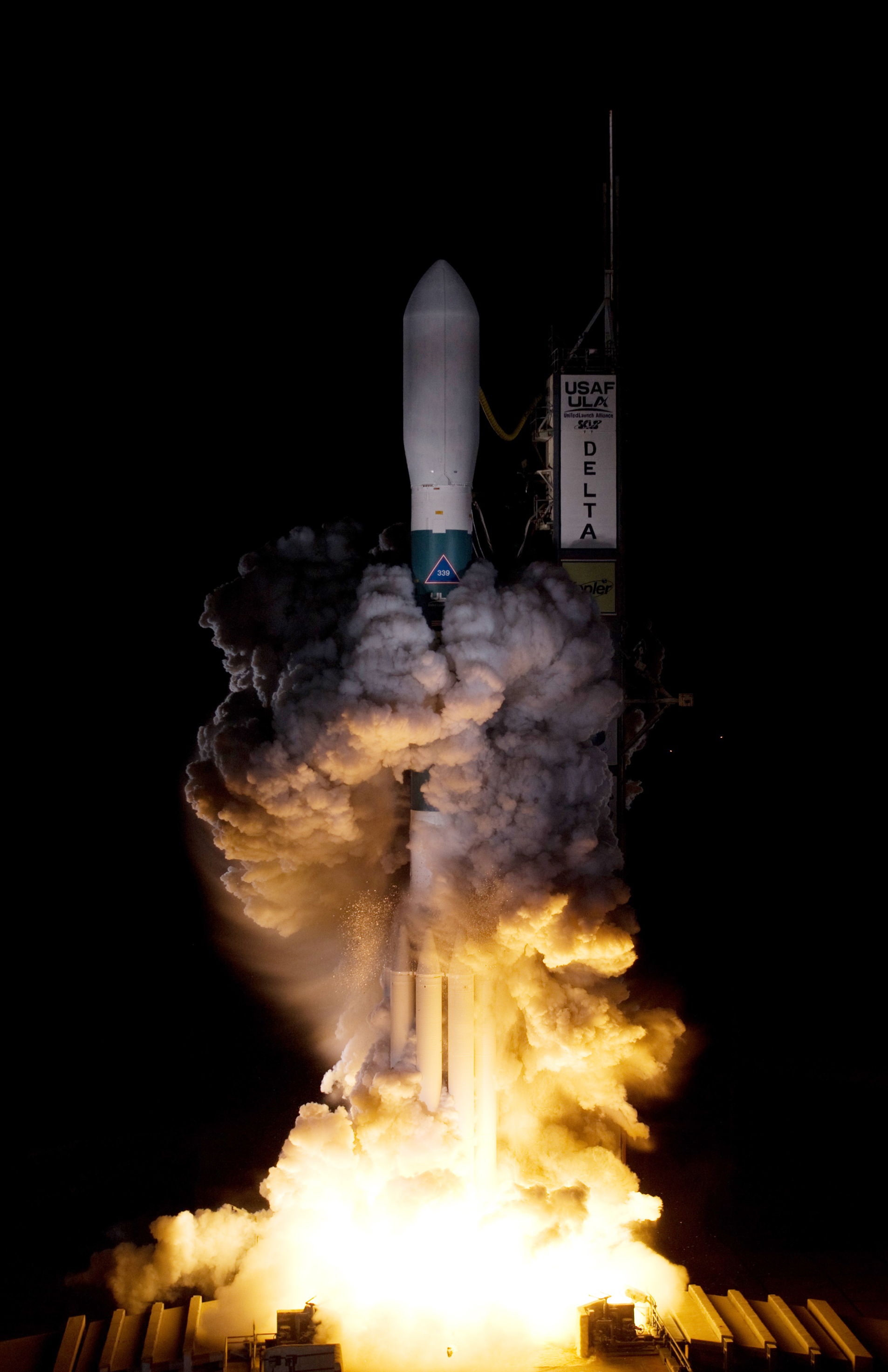
Старт Delta 7925-10L с мыса Канаверал 6 марта 2009 года

Ракета-носитель «Дельта-2» использовалась для 155 запусков, из которых 153 — успешные. Более половины всех пусков осуществлены по заказу ВВС США и NASA. Для военных носитель выводил на орбиту спутники GPS, для NASA — астрономические спутники, такие как, например, «Спитцер» и «Кеплер», а также межпланетные зонды, включая большинство марсианских миссий 1990—2000 годов. Кроме них, стоит отметить следующие миссии:
- «NEAR Shoemaker», исследовавший астероид (433) Эрос;
- «Deep Impact», сбросивший зонд на комету Темпеля 1;
- «Dawn», отправленный с целью изучения крупных объектов Главного пояса астероидов;
- «MESSENGER», космический аппарат для исследования Меркурия.

В типичной схеме запуска околоземных спутников носителем «Дельта-2» на старте запускается главный двигатель первой ступени RS-27A и твердотопливные ускорители GEM. В модификациях с тремя или четырьмя ускорителями на старте включаются все, а в модификациях с девятью ускорителями — шесть. Через минуту с небольшим ускорители выгорают и отстыковываются, включаются оставшиеся три. На третьей минуте отрабатывают и сбрасываются в океан три оставшихся ускорителя. Через 4,5 минуты после старта двигатель первой ступени отрабатывает имеющееся топливо и отстыковывается.
После отделения RS-27A и топливных баков включается двигатель второй ступени Aerojet AJ10-118K, с этого момента берущий управление ракетой на себя, и сбрасываются половинки носового обтекателя. Он работает приблизительно в течение 6 минут, после чего отключается. К этому моменту, к концу 11 минуты с момента старта, «Дельта-2» покидает атмосферу Земли и достигает высоты порядка 160 км. Далее носитель движется по инерции. Через час после старта двигатель второй ступени включается вновь. В двухступенчатом варианте двигатель второй ступени выводит груз на заданную орбиту. В трёхступенчатом варианте, проработав минуту и увеличив апогей до 1000—1100 км, он отключается и отстыковывается. На 65 минуте полёта включается двигатель верхней ступени Star-48 или Star-37FM, выводящий полезную нагрузку на окончательную орбиту.

### Стоимость
В 1997 году, в «Квартальном докладе о пусках» (англ. Quarter Launch Report) Федерального управления гражданской авиации США (FAA), предоставляющем итоговые данные о запусках коммерческих, гражданских и военных космических носителей, средняя стоимость пуска «Дельты-2» оценивалась в 55—60 млн долларов США. По данным аналогичного отчёта за 4-й квартал 2000 года, стоимость вывода на орбиту одного спутника NAVSTAR GPS оценили в $50—60 млн, а запуски околоземных спутников NASA — $45—55 млн каждый.
В 2002 году консалтинговая компания Fultron, специализирующаяся на маркетинговых исследованиях рынка космической промышленности, опубликовала исследования стоимости некоторых ракет-носителей 1990—2000 годов. Согласно этим данным, средняя стоимость одного пуска «Дельты-2» в указанный период составила $55 млн. Цена выведения одного килограмма полезного груза на низкую околоземную орбиту, по данным специалистов Fultron, составила $10 962. Вывод на геопереходную орбиту стоил в почти три раза дороже — $30 556 за 1 кг.
Мировой финансовый кризис 2008 года также повлиял на стоимость «Дельты-2». В 4 квартале 2008 года стоимость пуска ракеты оценивалась FAA в $50 млн, а в докладе за 1 квартал 2009 года оценка стоимости возросла до $60—70 млн.

### Значимые запуски
Первый запуск «Дельты-2» состоялся 14 февраля 1989 года в 18:29 UTC. По заказу ВВС США ракета-носитель Delta 6925 успешно вывела на орбиту спутник NAVSTAR II-1 [GPS14] массой 3645 кг, первый спутник второй орбитальной группы системы GPS. Впоследствии «Дельту-2» продолжили использовать для вывода спутников GPS.
Последний пуск ракет серии 6000 состоялся 24 июля 1992 года. С помощью РН Delta 6925 на орбиту был выведен научный спутник NASA GEOTAIL, предназначавшийся для исследования магнитосферы Земли. Все 17 запусков серии 6000 были успешными. Наибольший полезный груз в серии 6000, ультрафиолетовый космический телескоп EUVE массой 7165 кг, был выведен с помощью РН Delta 6920-10 в январе 1992 года.

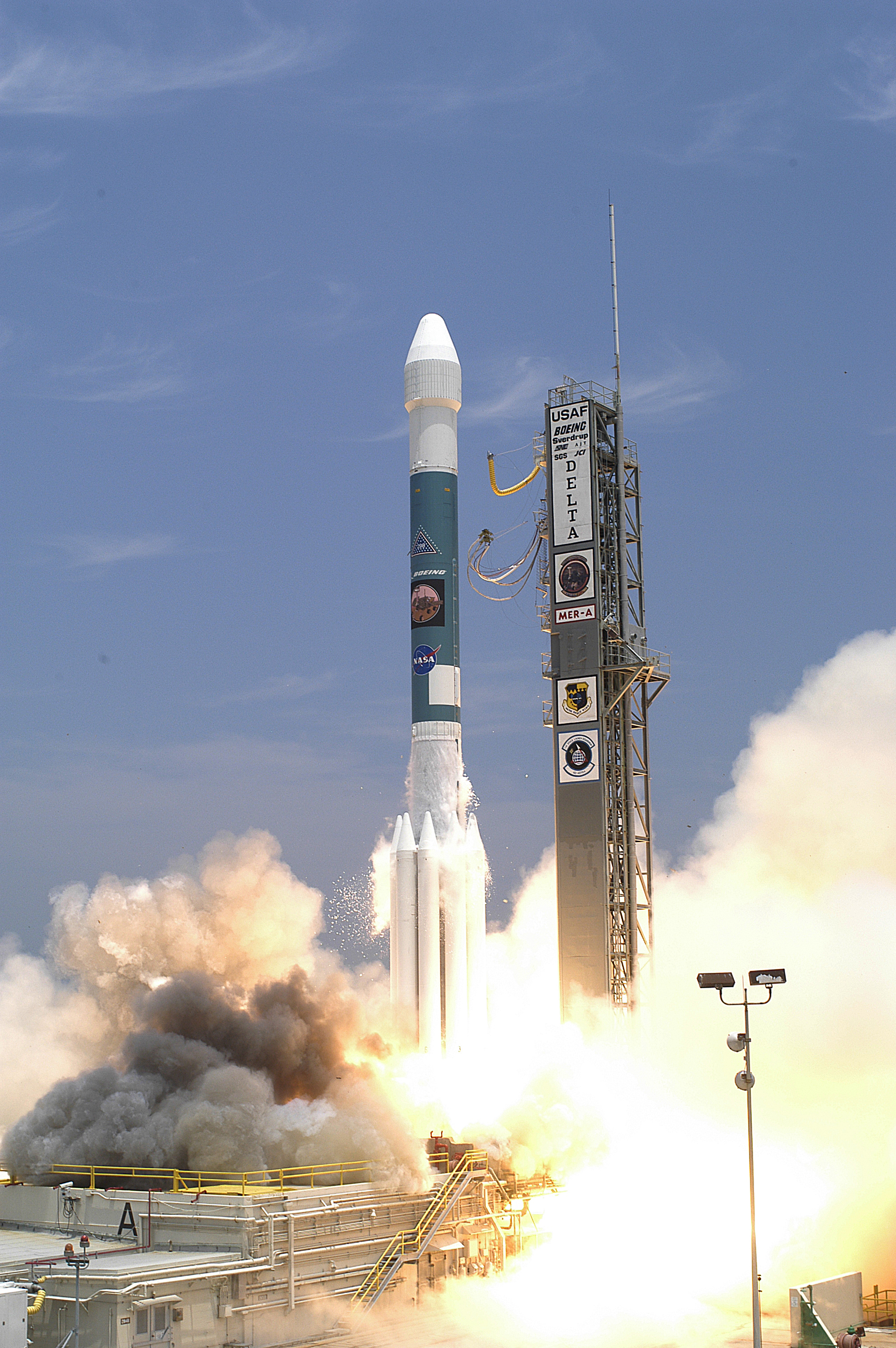
Пуск ракеты-носителя Delta 7925 с марсоходом Spirit на борту. 10.06.2003 г.

26 ноября 1990 года состоялся первый запуск серии 7000. Со стартовой площадки 17A космодрома на мысе Канаверал стартовала РН Delta 7925, успешно выведшая на орбиту спутник NAVSTAR IIA-10 [GPS23].
Начиная с 1996 года, NASA неоднократно использовала «Дельту-2» для запуска зондов к Марсу. 7 ноября 1996 года с мыса Канаверал была запущена АМС Mars Global Surveyor. Менее чем через месяц на Марс отправился марсоход Mars Pathfinder. Обе миссии, запущенные с помощью РН Delta 7925, были выполнены. На рубеже 1998—1999 годов были запущены две неудачные миссии: Mars Climate Orbiter и Mars Polar Lander, хотя запуск обеих АМС с помощью РН Delta 7425 прошёл успешно. В 2000-х годах с помощью «Дельты-2» к Марсу были отправлены следующие миссии:
- Орбитальный спутник 2001 Mars Odyssey. Запуск — 7 апреля 2001 года, ракета-носитель — Delta 7925.
- Марсоход Спирит. Запуск — 10 июня 2003 года, ракета-носитель — Delta 7925.
- Марсоход Оппортьюнити. Запуск — 8 июля 2003 года. Впервые использована тяжёлая модификация Delta 7925H.
- Посадочный модуль Phoenix. Запуск — 4 августа 2007 года, ракета-носитель — Delta 7925.

5 мая 1997 года был осуществлён первый запуск телекоммуникационных спутников «Иридиум». До конца 1998 года были запущены ещё 10 ракет с этими спутниками на борту. Каждый запуск осуществлялся с авиавоздушной базы Вандерберг, со стартовой площадки 2W. Так как каждая ракета-носитель выводила на орбиту одновременно пять спутников, общей массой более 7 тонн, для запуска использовалась модификация РН Delta 7920-10C. Последний, двенадцатый запуск, 12 февраля 2002 года вывел на орбиту спутник Iridium IS-1.
18 сентября 2007 года состоялся 75-й последовательный успешный запуск ракеты-носителя «Дельта-2». С базы Вандерберг РН Delta 7920-10C вывела на орбиту коммерческий исследовательский спутник WorldView-1. Этим запуском «Дельта-2» установила новый рекорд надёжности среди современных ракет-носителей.
10 сентября 2011 года в 17:08 по московскому времени связка из двух однотипных зондов «GRAIL» стартовала с космодрома на мысе Канаверал на борту ракеты-носителя «Дельта-2». Пуск, изначально намеченный на 8 сентября, задержали неблагоприятные погодные условия и дополнительные технические проверки, но сам полёт прошёл в штатном режиме. Основной задачей миссии аппаратов «GRAIL-A» и «GRAIL-B» станет изучение гравитационного поля и внутреннего строения Луны.

### Неудачные запуски
5 августа 1996 года «Дельта-2» стартовала с первым южнокорейским спутником связи Koreasat-1 на борту. Хотя ракета-носитель вывела его на оперативную орбиту, в процессе взлёта не отделился один из твердотопливных ракетных двигателей, в связи с чем спутник не удалось вывести на запланированную геостационарную орбиту.
Второй неудачный запуск ракеты-носителя «Дельта-2» произошёл 17 января 1997 года. Пуск РН Delta 7925 с мыса Канаверал со спутником NAVSTAR IIR-1 [GPS42] на борту планировался на день раньше, 16 января. Вначале пуск был задержан, так как в опасной зоне был замечен корабль. После того, как судно покинуло зону, обнаружили новую проблему. В верхних слоях атмосферы скорость ветра превышала допустимые параметры. К тому же в стартовом окне был короткий перерыв, необходимый для недопущения столкновения последней ступени ракеты с орбитальной станцией «Мир». Учитывая указанные факторы, пуск был перенесён на следующий день. 17 января возникли новые метеорологические проблемы: сильные порывы ветра на поверхности, и низкая для Флориды температура воздуха — 7 °C. Несмотря на погодные условия, ракета стартовала в 11:28 по местному времени. Через 13 секунд после старта, достигнув высоты менее 450 метров, «Дельта-2» взорвалась. В результате аварии люди не пострадали, однако был уничтожен выводимый ракетой спутник. Хотя большинство фрагментов носителя упали в океан, некоторые из них повредили расположенные рядом со стартовой площадкой здания, бункер центра управления запуском и около двадцати автомобилей на автостоянке. В минуты, последовавшие после взрыва, облако разреженной соляной кислоты направилось от океана в сторону населённых районов к югу от мыса Канаверал, что вынудило некоторое время не выпускать школьников на улицу. Причиной аварии стал разрыв оболочки на твердотопливном ускорителе № 2, корпус которого, по-видимому, был повреждён ещё до начала полёта по неизвестным причинам. Убытки от аварии ракеты-носителя составили 55 млн долларов США, а также 40 млн — стоимость спутника GPS.

### Использование в будущем
Ракету-носитель «Дельта-2» планируется эксплуатировать не менее чем до 2011 года включительно.
В 2005 году специалисты NASA и Министерства обороны США провели анализ эффективности затрат на ракеты-носители и пришли к выводу, что «Дельта-2» должна постепенно вытесняться более выгодными носителями программы «EEVL» (англ. Evolved Expendable Launch Vehicles — Развитые Одноразовые Ракеты-Носители), такими как «Дельта-4» и «Атлас-5». В 2007 году ВВС США сообщили, что, учитывая сокращение расходов на оборону, они не могут гарантировать обслуживание трёх стартовых площадок, использующихся для пусков «Дельты-2». Из-за этого есть опасения, что Boeing может отказаться от использования ракеты, в том числе для коммерческих пусков.
В качестве будущей альтернативы носителя «Дельта-2» рассматривались и другие ракеты. В настоящее время компаниями Alliant Techsystems и Lockheed Martin ведётся совместная разработка ракеты-носителя, которую неофициально называют «Афина-3». Разработчики заявляют, что новая ракета должна быть на 25 % эффективнее тяжёлой «Дельты-2» (Delta II Heavy) при выведении грузов на геопереходную орбиту, и на 40 % при выполнении манёвра вывода на траекторию полёта к Луне.